# Oleksij Kajda
Oleksij Kajda, född 27 februari 1971 i Berdjansk, Ukrainska SSR, Sovjetunionen, är en ukrainsk politiker som sitter i det ukrainska parlamentet och representerar det nationalistiska partiet Svoboda. Han är frivillig soldat i Sichbataljonen.
Kajda år sedan 2013 gift med skidskytten Olena Pidhrusjna.